# Шуњава
Шуњава (слч. Šuňava) насељено је мјесто са административним статусом сеоске општине (слч. obec) у округу Попрад, у Прешовском крају, Словачка Република.

## Становништво
| Година:    | 1994. | 2004.   | 2014.   | 2024.   |
| ---------- | ----- | ------- | ------- | ------- |
| Број људи: | 1818  | 1914    | 1987    | 1957    |
| Разлика:   |       | +5,28 % | +3,81 % | -1,50 % |

| Година:    | 2023. | 2024.   |
| ---------- | ----- | ------- |
| Број људи: | 1961  | 1957    |
| Разлика:   |       | -0,20 % |

Према подацима о броју становника из 2011. године насеље је имало 1.933 становника.